# Cahors
Cahors er en mindre fransk provinsby. Den er hovedsæde i departementet Lot.